# Atletica leggera ai Giochi della II Olimpiade - 800 metri piani
La gara degli 800 metri piani dei Giochi della II Olimpiade si tenne in due giornate, sabato 14 luglio e lunedì 16 luglio 1900 a Parigi, in occasione dei secondi Giochi olimpici dell'era moderna.

## L'eccellenza mondiale
In campo internazionale la specialità è ancora poco popolare. Molto più praticate sono le 880 iarde (804,672 metri). Il migliore tra i britannici è Alfred Tysoe, trionfatore ai campionati nazionali nel 1898 e 1899. Tra gli americani spicca Alexander Grant, campione nazionale del miglio nel 1898 e nel 1899.

Tysoe (personale di 1'54”9y) e Grant (personale di 1'55”3y) sono gli atleti da battere.

## La gara
Tysoe e Grant vengono messi a confronto già nelle batterie. Il risultato è una doppia sorpresa: entrambi vengono battuti dallo statunitense Hall, che migliora il proprio record personale e stabilisce il nuovo primato olimpico; inoltre Alexander Grant finisce in fondo al gruppo e non si qualifica per la finale. Nella seconda serie prevale l'uomo di casa, Henri Deloge, che i francesi vedono candidato al podio. La terza è un duello tra americani: la spunta John Cregan.
In finale conducono la gara: un inglese (Tysoe), un americano (Cregan) e un francese (Deloge). Sul rettilineo finale Deloge si stacca. Tysoe e Cregan si contendono l'oro nella volata finale. Tysoe, che ha il vantaggio di essere alla corda, mantiene la prima posizione e va a vincere. Prima del traguardo Deloge viene superato dall'americano Hall, che agguanta il bronzo.  

## Risultati

### Turno eliminatorio
A partire dalle 10,15 si disputarono tre batterie; i primi due di ciascuna serie si qualificarono per la finale. 
Batteria 1
| Pos. | Nazione     | Atleta                | Tempo    |
| ---- | ----------- | --------------------- | -------- |
| 1    | Stati Uniti | David Hall            | 1'59"0   |
| 2    | Regno Unito | Alfred Tysoe          | (1'59"4) |
| 3    | Stati Uniti | Howard Hayes          | (2'00"2) |
| 4    | Francia     | Maurice Salomez       | n/d      |
| 5    | Danimarca   | Christian Christensen | n/d      |
| 6-7  | Stati Uniti | Walter Drumheller     | n/d      |
| 6-7  | Stati Uniti | Alexander Grant       | n/d      |

Batteria 2
| Pos. | Nazione     | Atleta           | Tempo    |
| ---- | ----------- | ---------------- | -------- |
| 1    | Francia     | Henri Deloge     | 2'00"6   |
| 2    | Ungheria    | Zoltán Speidl    | (2'01"1) |
| 3    | Stati Uniti | Justus Scrafford | (2'01"8) |
| 4-6  | Italia      | Emilio Banfi     | n/d      |
| 4-6  | Stati Uniti | Edward Bushnell  | n/d      |
| 4-6  | Stati Uniti | Harrison Smith   | n/d      |

Batteria 3
| Pos. | Nazione     | Atleta          | Tempo    |
| ---- | ----------- | --------------- | -------- |
| 1    | Stati Uniti | John Cregan     | 2'03"0   |
| 2    | Stati Uniti | John Bray       | (2'03"9) |
| 3    | Stati Uniti | Harvey Lord     | (2'04"5) |
| 4-5  | Stati Uniti | Edward Mechling | n/d      |
| 4-5  | Boemia      | Ondřej Pukl     | n/d      |

### Finale
| Pos.    | Nazione     | Atleta        | Età | Tempo ufficiale | Tempo stimato |
| ------- | ----------- | ------------- | --- | --------------- | ------------- |
| Oro     | Regno Unito | Alfred Tysoe  | 26  | 2'01"2          |               |
| Argento | Stati Uniti | John Cregan   | 22  |                 | (2'01"8e)     |
| Bronzo  | Stati Uniti | David Hall    | 25  |                 | (2'03"0e)     |
| 4       | Francia     | Henri Deloge  | 26  |                 | n/d           |
| 5       | Ungheria    | Zoltán Speidl | 20  |                 | n/d           |
| 6       | Stati Uniti | John Bray     | 25  |                 | n/d           |